# UFC: Silva vs Irvin
 UFC Fight Night: Silva vs. Irvin (conosciuto anche come UFC Fight Night 14), è stato un evento di arti marziali miste tenuto dalla Ultimate Fighting Championship il 19 luglio 2008 al Palms Casino Resort di Las Vegas, negli Stati Uniti.

## Risultati
|                            | Divisione                  |                            |                            |                            | Metodo                                  | Round                      | Tempo                      | Premio                     |
| Card Principale (Spike TV) | Card Principale (Spike TV) | Card Principale (Spike TV) | Card Principale (Spike TV) | Card Principale (Spike TV) | Card Principale (Spike TV)              | Card Principale (Spike TV) | Card Principale (Spike TV) | Card Principale (Spike TV) |
| -------------------------- | -------------------------- | -------------------------- | -------------------------- | -------------------------- | --------------------------------------- | -------------------------- | -------------------------- | -------------------------- |
|                            | Pesi mediomassimi          | Anderson Silva             | batte                      | James Irvin                | KO (pugni)                              | 1                          | 1:01                       |                            |
|                            | Pesi mediomassimi          | Brandon Vera               | batte                      | Reese Andy                 | Decisione unanime (30–27, 29–28, 30–27) | 3                          | 5:00                       |                            |
|                            | Pesi leggeri               | Frankie Edgar              | batte                      | Hermes França              | Decisione unanime (30–27, 30–27, 30–27) | 3                          | 5:00                       | FOTN                       |
|                            | Pesi massimi               | Cain Velasquez             | batte                      | Jake O'Brien               | TKO (pugni)                             | 2                          | 2:02                       |                            |
|                            | Pesi welter                | Kevin Burns                | batte                      | Anthony Johnson            | TKO (colpo all'occhio)                  | 3                          | 3:35                       |                            |
|                            | Pesi medi                  | C. B. Dollaway             | batte                      | Jesse Taylor               | Sottomissione (Peruvian necktie)        | 1                          | 3:58                       | SOTN                       |
| Card Preliminare           |                            |                            |                            |                            |                                         |                            |                            |                            |
|                            | Pesi medi                  | Tim Credeur                | batte                      | Cale Yarbrough             | TKO (pugni)                             | 1                          | 1:54                       |                            |
|                            | Pesi medi                  | Nate Loughran              | batte                      | Johnny Rees                | Sottomissione (triangle choke)          | 1                          | 4:21                       |                            |
|                            | Pesi leggeri               | Shannon Gugerty            | batte                      | Dale Hartt                 | Sottomissione (rear-naked choke)        | 1                          | 3:33                       |                            |
|                            | Pesi welter                | Rory Markham               | batte                      | Brodie Farber              | KO (calcio alla testa)                  | 1                          | 1:37                       | KOTN                       |
|                            | Pesi welter                | Brad Blackburn             | batte                      | James Giboo                | TKO (pugni)                             | 2                          | 2:29                       |                            |

## Premi
I lottatori premiati ricevettero un bonus di 25.000 dollari.
Legenda:
- FOTN: Fight of the Night (vengono premiati entrambi gli atleti per il miglior incontro dell'evento)
- KOTN: Knockout of the Night (viene premiato il vincitore per il migliore knockout dell'evento)
- SOTN: Performance of the Night (viene premiato il vincitore per la migliore sottomissione dell'evento)